# 道央自動車道

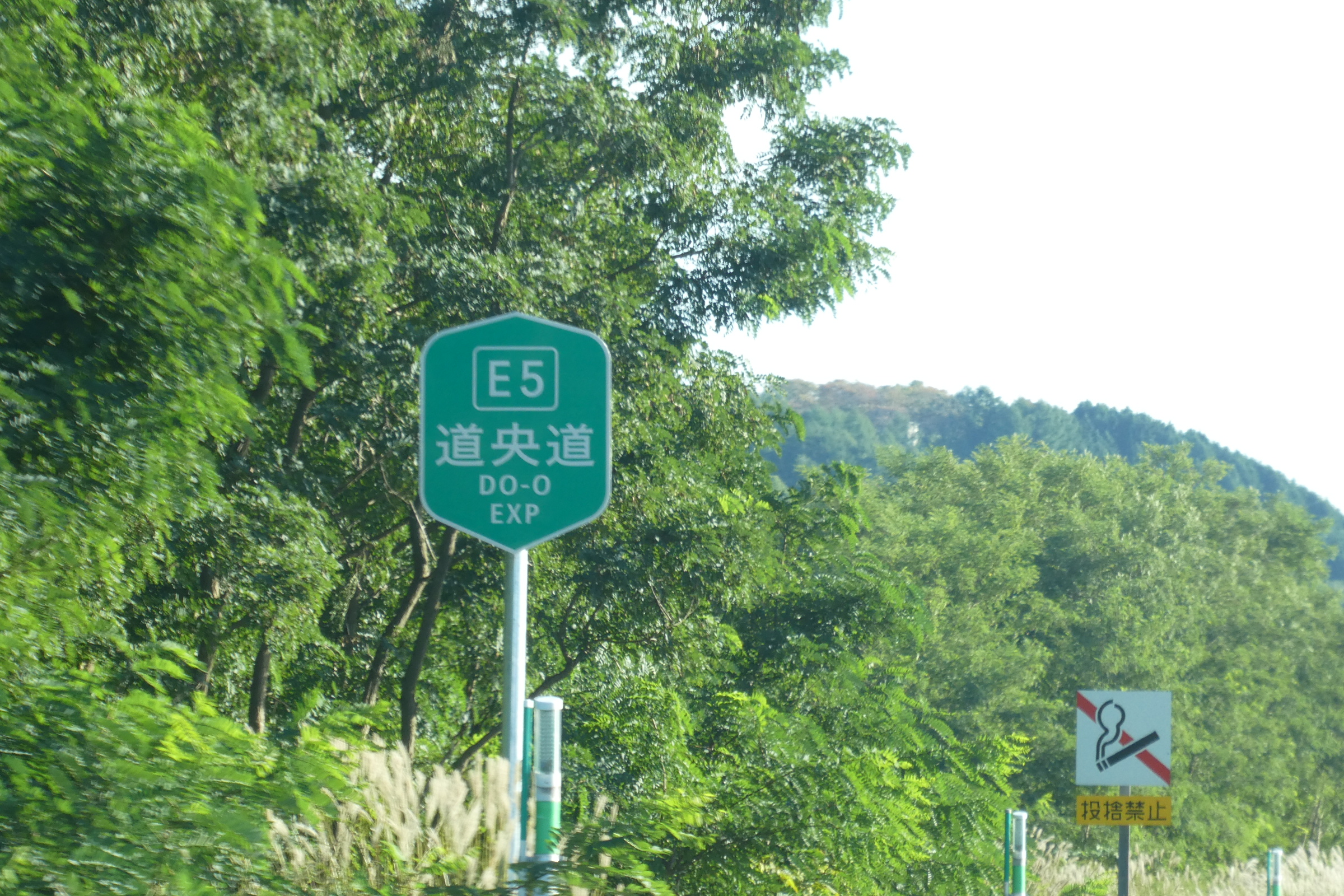
道央自動車道・高速道路名及び高速道路番号標識。英文表記が“DO-O EXP”となっている。（奈井江砂川インターチェンジ付近）

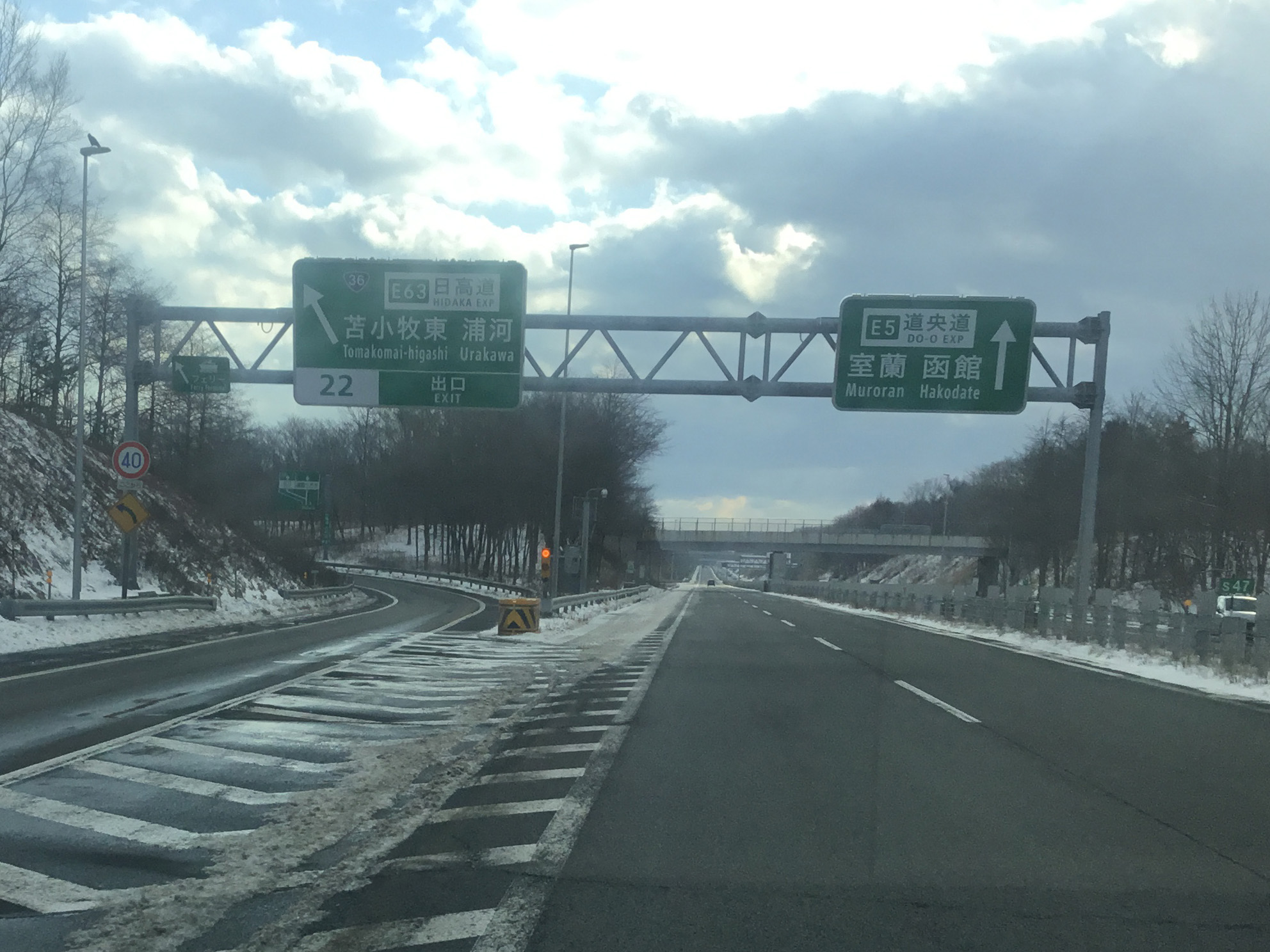
高速道路ナンバリング表記を含む案内（苫小牧東IC出口・室蘭方面・2019年1月）

道央自動車道（どうおうじどうしゃどう、英語: HOKKAIDO EXPWY、英語: DO-O EXPRESSWAY）は、北海道茅部郡森町の大沼公園ICから、札幌市を経由して士別市の士別剣淵ICに至る高速道路である。略称は道央道（どうおうどう）。
高速道路ナンバリングによる路線番号は、「E5」が割り振られている。

## 概要
国土開発幹線自動車道及び高速自動車国道である北海道縦貫自動車道の一部であり、政令による正式な路線名は北海道縦貫自動車道 函館名寄線（ほっかいどうじゅうかんじどうしゃどう はこだてなよろせん）である。なお、千歳恵庭JCT - 札幌JCT間は北海道横断自動車道（ほっかいどうおうだんじどうしゃどう）の根室線（ねむろせん、政令による正式路線名は黒松内釧路線〈くろまつないくしろせん〉）及び同網走線（あばしりせん、政令による正式路線名は黒松内北見線〈くろまつないきたみせん〉）との重複区間となっている。大沼公園ICより南の区間については「北海道縦貫自動車道」の項目を参照。
英文名称はHOKKAIDO EXPWYであり、日本の高速自動車国道で唯一日本語と英語の名称が異なっていた。但し、ナンバリング併記の標識よりDO-O EXP表記のものが順次導入されている。

## インターチェンジなど
- 全区間北海道内に所在。
- IC番号欄の背景色が■である部分については道路が供用済みの区間を示している。また、施設名欄の背景色が■である部分は施設が供用されていない、または完成していない事を示す。未開通区間の名称は仮称。
- スマートインターチェンジ (SIC) は背景色■で示す。
- 略語として、ICはインターチェンジ、SAはサービスエリア、PAはパーキングエリア、JCTはジャンクション、TBは本線料金所をそれぞれ示す。
- バスストップ (BS) のうち、○は運用中、◆は休止・廃止、無印はBSなし。
- ガソリンスタンド (GS) の記号は、●=あり（24時間営業）、○=あり（8:00 - 20:00営業）、無印=なし、を示す。
- 表の距離はキロポストに準拠し札幌JCTを起点として記載[5]し、便宜的に七飯ICを起点としたもの[要出典]も記載する。
- 本線上におけるキロポストの距離数には札幌JCT以南に「S」、以北に「N」という表記が数字の前に存在する。

| IC 番号                                                | 施設名                                           | 接続路線名                                               | 札幌JCT から（km）                               | 七飯IC から（km）                                | BS                                               | GS                                               | 備考                                                    | 振興局         | 所在地          | 所在地          |
| ------------------------------------------------------ | ------------------------------------------------ | -------------------------------------------------------- | ------------------------------------------------ | ------------------------------------------------ | ------------------------------------------------ | ------------------------------------------------ | ------------------------------------------------------- | -------------- | --------------- | --------------- |
| E5 北海道縦貫自動車道 函館新道                         |                                                  |                                                          |                                                  |                                                  |                                                  |                                                  |                                                         |                |                 |                 |
| 4                                                      | 七飯藤城IC                                       | 国道5号（現道〈赤松街道〉）                              |                                                  |                                                  |                                                  |                                                  |                                                         | 渡島総合振興局 | 亀田郡 七飯町   | 亀田郡 七飯町   |
| E5 北海道縦貫自動車道 七飯藤城 - 七飯 （基本計画区間） |                                                  |                                                          |                                                  |                                                  |                                                  |                                                  |                                                         | 渡島総合振興局 | 亀田郡 七飯町   | 亀田郡 七飯町   |
| -                                                      | 七飯IC（仮称）                                   | 国道5号（現道） 道道96号上磯峠下線                       |                                                  | 0.0                                              |                                                  |                                                  | 事業中                                                  | 渡島総合振興局 | 亀田郡 七飯町   | 亀田郡 七飯町   |
| E5 北海道縦貫自動車道 七飯 - 大沼 （事業中）           |                                                  |                                                          |                                                  |                                                  |                                                  |                                                  |                                                         | 渡島総合振興局 | 亀田郡 七飯町   | 亀田郡 七飯町   |
| 6                                                      | 大沼公園IC/TB                                    | 道道149号大沼公園インター線 道道843号宿野辺保養基地線    | 272.4                                            | 10.0                                             |                                                  |                                                  | 本線料金所併設                                          | 渡島総合振興局 | 茅部郡 森町     | 茅部郡 森町     |
| -                                                      | 駒ケ岳PA                                         |                                                          |                                                  |                                                  |                                                  |                                                  | 計画中                                                  | 渡島総合振興局 | 茅部郡 森町     | 茅部郡 森町     |
| 7                                                      | 森IC                                             | 道道1156号森インター線                                   | 262.7                                            | 19.7                                             |                                                  |                                                  |                                                         | 渡島総合振興局 | 茅部郡 森町     | 茅部郡 森町     |
| 8                                                      | 落部IC                                           | 道道1155号落部インター線                                 | 242.5                                            | 39.9                                             |                                                  |                                                  |                                                         | 渡島総合振興局 | 二海郡 八雲町   | 二海郡 八雲町   |
| -                                                      | 八雲PA                                           |                                                          | 234.9                                            | 47.5                                             |                                                  |                                                  | ハイウェイオアシス併設                                  | 渡島総合振興局 | 二海郡 八雲町   | 二海郡 八雲町   |
| 9                                                      | 八雲IC                                           | 国道277号                                                | 226.5                                            | 55.9                                             |                                                  |                                                  |                                                         | 渡島総合振興局 | 二海郡 八雲町   | 二海郡 八雲町   |
| -                                                      | 国縫PA                                           |                                                          |                                                  |                                                  |                                                  |                                                  | 計画中                                                  | 渡島総合振興局 | 山越郡 長万部町 | 山越郡 長万部町 |
| 10                                                     | 国縫IC                                           | 国道230号 （渡島半島横断道路）                           | 204.8                                            | 77.6                                             |                                                  |                                                  |                                                         | 渡島総合振興局 | 山越郡 長万部町 | 山越郡 長万部町 |
| 11                                                     | 長万部IC                                         | 国道5号（現道）                                          | 193.7                                            | 88.7                                             |                                                  |                                                  |                                                         | 渡島総合振興局 | 山越郡 長万部町 | 山越郡 長万部町 |
| -                                                      | 静狩PA                                           |                                                          | 188.4                                            | 94.0                                             |                                                  |                                                  |                                                         | 渡島総合振興局 | 山越郡 長万部町 | 山越郡 長万部町 |
| 12                                                     | 黒松内JCT                                        | 国道5号（E5A 黒松内新道）                                | 178.1                                            | 104.3                                            |                                                  |                                                  |                                                         | 後志総合振興局 | 寿都郡 黒松内町 | 寿都郡 黒松内町 |
| 13                                                     | 豊浦IC                                           | 国道37号                                                 | 159.9                                            | 122.5                                            |                                                  |                                                  |                                                         | 胆振総合振興局 | 虻田郡          | 豊浦町          |
| -                                                      | 豊浦噴火湾PA                                     |                                                          | 154.8                                            | 127.6                                            |                                                  |                                                  | ハイウェイオアシス併設                                  | 胆振総合振興局 | 虻田郡          | 豊浦町          |
| 14                                                     | 虻田洞爺湖IC                                     | 国道230号 道道578号洞爺虻田線                            | 146.7                                            | 135.7                                            |                                                  |                                                  |                                                         | 胆振総合振興局 | 虻田郡          | 洞爺湖町        |
| -                                                      | 北有珠緊急避難路                                 |                                                          |                                                  |                                                  |                                                  |                                                  | 一般車進入禁止                                          | 胆振総合振興局 | 虻田郡          | 洞爺湖町        |
| -                                                      | 東有珠緊急避難路                                 |                                                          |                                                  |                                                  |                                                  |                                                  | 一般車進入禁止                                          | 胆振総合振興局 | 虻田郡          | 洞爺湖町        |
| 15                                                     | 伊達IC                                           | 道道145号伊達インター線 道道519号滝之町伊達線            | 133.1                                            | 149.3                                            |                                                  |                                                  |                                                         | 胆振総合振興局 | 伊達市          | 伊達市          |
| -                                                      | 有珠山SA                                         |                                                          | 130.7                                            | 151.7                                            |                                                  | ○                                                |                                                         | 胆振総合振興局 | 伊達市          | 伊達市          |
| 16                                                     | 室蘭IC                                           | 道道107号室蘭環状線 道道127号室蘭インター線              | 120.2                                            | 162.2                                            |                                                  |                                                  |                                                         | 胆振総合振興局 | 室蘭市          | 室蘭市          |
| -                                                      | 本輪西展望所                                     |                                                          | 118.7                                            | 163.7                                            |                                                  |                                                  | 函館・長万部方面のみ                                    | 胆振総合振興局 | 室蘭市          | 室蘭市          |
| 17                                                     | 登別室蘭IC                                       | 国道36号 道道144号登別室蘭インター線                     | 110.6                                            | 171.8                                            |                                                  |                                                  |                                                         | 胆振総合振興局 | 登別市          | 登別市          |
| -                                                      | 富浦PA                                           |                                                          | 102.2                                            | 180.2                                            |                                                  |                                                  |                                                         | 胆振総合振興局 | 登別市          | 登別市          |
| 18                                                     | 登別東IC                                         | 道道2号洞爺湖登別線                                      | 99.2                                             | 183.2                                            |                                                  |                                                  |                                                         | 胆振総合振興局 | 登別市          | 登別市          |
| -                                                      | 竹浦BS                                           |                                                          |                                                  | 192.2                                            | ○                                                |                                                  |                                                         | 胆振総合振興局 | 白老郡 白老町   | 白老郡 白老町   |
| -                                                      | 萩野PA                                           |                                                          | 85.4                                             | 197.0                                            |                                                  |                                                  |                                                         | 胆振総合振興局 | 白老郡 白老町   | 白老郡 白老町   |
| 19                                                     | 白老IC                                           | 道道86号白老大滝線                                       | 80.6                                             | 201.8                                            |                                                  |                                                  |                                                         | 胆振総合振興局 | 白老郡 白老町   | 白老郡 白老町   |
| -                                                      | 樽前SA/緊急進入路                                |                                                          | 67.9                                             | 214.5                                            |                                                  |                                                  |                                                         | 胆振総合振興局 | 苫小牧市        | 苫小牧市        |
| 20                                                     | 苫小牧西IC                                       | 道道141号樽前錦岡線                                      | 64.8                                             | 217.6                                            |                                                  |                                                  |                                                         | 胆振総合振興局 | 苫小牧市        | 苫小牧市        |
| 21                                                     | 苫小牧中央IC                                     | 道道1179号苫小牧中央インター線                           | 56.2                                             | 226.2                                            |                                                  |                                                  |                                                         | 胆振総合振興局 | 苫小牧市        | 苫小牧市        |
| -                                                      | 高丘BS                                           |                                                          |                                                  | 226.7                                            | ◆                                                |                                                  | 2018年3月31日をもって廃止                               | 胆振総合振興局 | 苫小牧市        | 苫小牧市        |
| 22                                                     | 苫小牧東IC/JCT                                   | 国道235号（E63 日高自動車道） 道道91号苫小牧東インター線 | 47.2                                             | 235.2                                            |                                                  |                                                  | 一般道と日高自動車道間での出入りは不可                  | 胆振総合振興局 | 苫小牧市        | 苫小牧市        |
| -                                                      | 美沢PA                                           |                                                          | 41.9                                             | 240.5                                            |                                                  |                                                  |                                                         | 胆振総合振興局 | 苫小牧市        | 苫小牧市        |
| 23                                                     | 新千歳空港IC                                     | 道道1175号新千歳空港インター線                           | 39.3                                             | 243.1                                            |                                                  |                                                  |                                                         | 石狩振興局     | 千歳市          | 千歳市          |
| 24                                                     | 千歳IC                                           | 道道77号千歳インター線                                   | 35.3                                             | 247.1                                            |                                                  |                                                  |                                                         | 石狩振興局     | 千歳市          | 千歳市          |
| 25                                                     | 千歳恵庭JCT                                      | 北海道横断自動車道（E38 道東自動車道）                   | 30.3                                             | 252.1                                            |                                                  |                                                  |                                                         | 石狩振興局     | 千歳市          | 千歳市          |
| 26                                                     | 恵庭IC/BS                                        | 道道117号恵庭岳公園線                                    | 26.3                                             | 256.1                                            | ○                                                |                                                  |                                                         | 石狩振興局     | 恵庭市          | 恵庭市          |
| -                                                      | 北恵庭BS                                         |                                                          |                                                  | 259.8                                            | ◆                                                |                                                  | 2012年3月31日をもって休止                               | 石狩振興局     | 恵庭市          | 恵庭市          |
| 27                                                     | 輪厚PA/SIC/BS                                    | 市道広島輪厚線                                           | 16.3                                             | 266.1                                            | ○                                                | ●                                                | スマートICは24時間利用可                                | 石狩振興局     | 北広島市        | 北広島市        |
| 28                                                     | 北広島IC                                         | 国道36号 市道大曲幸通                                    | 12.4                                             | 270.0                                            |                                                  |                                                  |                                                         | 石狩振興局     | 北広島市        | 北広島市        |
| 29                                                     | 札幌南IC/TB                                      | 札幌新道（市道）                                         | 7.9                                              | 274.5                                            |                                                  |                                                  | 本線料金所併設                                          | 石狩振興局     | 札幌市          | 厚別区          |
| 30                                                     | 大谷地IC                                         | 国道274号（札幌新道）                                    | 4.1                                              | 278.3                                            |                                                  |                                                  | 旭川・小樽方面出入口のみ                                | 石狩振興局     | 札幌市          | 白石区          |
| 31                                                     | 北郷IC                                           | 国道274号（札幌新道）                                    | 2.1                                              | 280.3                                            |                                                  |                                                  | 苫小牧・千歳方面出入口のみ                              | 石狩振興局     | 札幌市          | 白石区          |
| 32                                                     | 札幌JCT                                          | 北海道横断自動車道（E5A 札樽自動車道）                   | 0.0                                              | 282.4                                            |                                                  |                                                  |                                                         | 石狩振興局     | 札幌市          | 白石区          |
| 33                                                     | 札幌IC/TB                                        | 国道274号（札幌新道）                                    | 0.0                                              | 282.4                                            |                                                  |                                                  | 旭川・岩見沢方面出入口 本線料金所併設                   | 石狩振興局     | 札幌市          | 白石区          |
| 34                                                     | 江別西IC                                         | 道道110号江別インター線                                  | 6.6                                              | 289.0                                            |                                                  |                                                  |                                                         | 石狩振興局     | 江別市          | 江別市          |
| -                                                      | 野幌PA/BS                                        |                                                          | 9.8                                              | 292.2                                            | ○                                                |                                                  |                                                         | 石狩振興局     | 江別市          | 江別市          |
| 35                                                     | 江別東IC                                         | 国道337号 （道央圏連絡道路）                             | 16.2                                             | 298.6                                            |                                                  |                                                  |                                                         | 石狩振興局     | 江別市          | 江別市          |
| -                                                      | 栗沢BS                                           |                                                          |                                                  | 306.2                                            | ○                                                |                                                  |                                                         | 空知総合振興局 | 岩見沢市        | 岩見沢市        |
| 36                                                     | 岩見沢IC                                         | 国道234号                                                | 31.9                                             | 314.3                                            |                                                  |                                                  |                                                         | 空知総合振興局 | 岩見沢市        | 岩見沢市        |
| -                                                      | 岩見沢SA/東山BS                                  |                                                          | 35.6                                             | 318.0                                            | ○                                                |                                                  |                                                         | 空知総合振興局 | 岩見沢市        | 岩見沢市        |
| 37                                                     | 三笠IC                                           | 道道116号岩見沢三笠線                                    | 41.8                                             | 324.2                                            |                                                  |                                                  |                                                         | 空知総合振興局 | 三笠市          | 三笠市          |
| 38                                                     | 美唄IC                                           | 道道135号美唄富良野線                                    | 53.1                                             | 335.5                                            |                                                  |                                                  |                                                         | 空知総合振興局 | 美唄市          | 美唄市          |
| -                                                      | 茶志内PA/BS                                      |                                                          | 58.5                                             | 340.9                                            | ○                                                |                                                  |                                                         | 空知総合振興局 | 美唄市          | 美唄市          |
| 39                                                     | 奈井江砂川IC                                     | 道道114号赤平奈井江線                                    | 66.7                                             | 349.1                                            |                                                  |                                                  |                                                         | 空知総合振興局 | 空知郡 奈井江町 | 空知郡 奈井江町 |
| -                                                      | 砂川吉野BS                                       |                                                          |                                                  | 353.0                                            | ○                                                |                                                  |                                                         | 空知総合振興局 | 砂川市          | 砂川市          |
| 40                                                     | 砂川SA/SIC/砂川石山BS                            | 市道砂川SAスマートインター線                             | 75.6                                             | 358.0                                            | ○                                                | ○                                                | ハイウェイオアシス併設 スマートICは6:00-22:00のみ利用可 | 空知総合振興局 | 砂川市          | 砂川市          |
| 41                                                     | 滝川IC                                           | 国道38号                                                 | 80.7                                             | 363.1                                            |                                                  |                                                  |                                                         | 空知総合振興局 | 滝川市          | 滝川市          |
| -                                                      | 江部乙BS                                         |                                                          |                                                  | 368.5                                            | ○                                                |                                                  |                                                         | 空知総合振興局 | 滝川市          | 滝川市          |
| 42                                                     | 深川JCT                                          | 国道233号（E62 深川留萌自動車道）                        | 93.5                                             | 375.9                                            |                                                  |                                                  |                                                         | 空知総合振興局 | 深川市          | 深川市          |
| 43                                                     | 深川IC                                           | 道道79号深川豊里線                                       | 98.6                                             | 381.0                                            |                                                  |                                                  |                                                         | 空知総合振興局 | 深川市          | 深川市          |
| -                                                      | 音江PA                                           |                                                          | 104.4                                            | 386.8                                            |                                                  |                                                  |                                                         | 空知総合振興局 | 深川市          | 深川市          |
| -                                                      | 納内BS                                           |                                                          |                                                  | 391.0                                            | ○                                                |                                                  |                                                         | 空知総合振興局 | 深川市          | 深川市          |
| 44                                                     | 旭川鷹栖IC                                       | 道道146号旭川鷹栖インター線 道道1125号嵐山公園線         | 125.3                                            | 407.7                                            |                                                  |                                                  |                                                         | 上川総合振興局 | 上川郡 鷹栖町   | 上川郡 鷹栖町   |
| 45                                                     | 旭川北IC                                         | 道道1150号旭川北インター線 （旭川十勝道路：予定）        | 133.8                                            | 416.2                                            |                                                  |                                                  |                                                         | 上川総合振興局 | 旭川市          | 旭川市          |
| -                                                      | 比布大雪PA                                       |                                                          | 141.1                                            | 423.5                                            |                                                  |                                                  |                                                         | 上川総合振興局 | 上川郡 比布町   | 上川郡 比布町   |
| 46                                                     | 比布JCT                                          | 国道450号（E39 旭川紋別自動車道）                        | 144.5                                            | 426.9                                            |                                                  |                                                  |                                                         | 上川総合振興局 | 上川郡 比布町   | 上川郡 比布町   |
| 47                                                     | 和寒IC                                           | 国道40号（現道）                                         | 155.1                                            | 437.5                                            |                                                  |                                                  |                                                         | 上川総合振興局 | 上川郡          | 和寒町          |
| -                                                      | 剣淵PA                                           |                                                          |                                                  |                                                  |                                                  |                                                  | 2030年度開設予定                                        | 上川総合振興局 | 上川郡          | 剣淵町          |
| 48                                                     | 士別剣淵IC/TB                                    | 道道1161号士別剣淵インター線                             | 171.1                                            | 453.5                                            |                                                  |                                                  | 本線料金所併設                                          | 上川総合振興局 | 上川郡          | 剣淵町          |
| E5 北海道縦貫自動車道 士別剣淵 - 名寄 （事業中）       | E5 北海道縦貫自動車道 士別剣淵 - 名寄 （事業中） | E5 北海道縦貫自動車道 士別剣淵 - 名寄 （事業中）         | E5 北海道縦貫自動車道 士別剣淵 - 名寄 （事業中） | E5 北海道縦貫自動車道 士別剣淵 - 名寄 （事業中） | E5 北海道縦貫自動車道 士別剣淵 - 名寄 （事業中） | E5 北海道縦貫自動車道 士別剣淵 - 名寄 （事業中） | E5 北海道縦貫自動車道 士別剣淵 - 名寄 （事業中）        | 上川総合振興局 | 士別市          | 士別市          |
| -                                                      | 多寄IC（仮称）                                   | 道道888号東陽多寄線                                      |                                                  | 465.5                                            |                                                  |                                                  | 事業中                                                  | 上川総合振興局 | 士別市          | 士別市          |
| -                                                      | 名寄IC                                           | 国道40号（現道）                                         |                                                  | 477.5                                            |                                                  |                                                  |                                                         | 上川総合振興局 | 名寄市          | 名寄市          |
| E5 北海道縦貫自動車道 名寄美深道路                     |                                                  |                                                          |                                                  |                                                  |                                                  |                                                  |                                                         |                |                 |                 |

以前はインターチェンジ番号の付け方が他の高速道路とは全く異なり全線通しで付けられておらず、札幌ジャンクションを基準にして南北に番号が大きくなっていく形だったが、2018年（平成30年）12月までに現在の番号に変更された（#歴史参照）。新しく付されたインター番号は、同じナンバリングを持ち将来直結の計画がある函館新道からの連番である。

## 歴史
- 1971年（昭和46年）12月4日：千歳IC - 北広島IC間開通。
- 1972年（昭和47年）9月19日：千歳IC - 北広島IC間を4車線化。
- 1978年（昭和53年）10月24日：苫小牧東IC - 千歳IC間開通[13]。
- 1979年（昭和54年）10月29日：北広島IC - 札幌南IC間開通[14]。
- 1980年（昭和55年）10月29日：苫小牧西IC - 苫小牧東IC間開通[15]。
- 1983年（昭和58年）
  - 11月9日：札幌IC - 岩見沢IC間開通[16]。
  - 11月30日：白老IC - 苫小牧西IC間開通[17]。
- 1985年（昭和60年）
  - 10月18日：登別東IC - 白老IC間開通[18]。
  - 10月25日：札幌南IC - 札幌IC間開通[19]。
- 1986年（昭和61年）10月9日：登別室蘭IC - 登別東IC間開通。
- 1987年（昭和62年）9月18日：岩見沢IC - 美唄IC間開通。三笠IC及び美唄ICに、全国に先駆けて自動発券機を設置[20]。
- 1988年（昭和63年）10月8日：美唄IC - 滝川IC間開通[21]。
- 1989年（平成元年）9月12日：滝川IC - 深川IC間開通。
- 1990年（平成2年）10月30日：深川IC - 旭川鷹栖IC間開通。当初は暫定2車線として開通し[22]、その後2003年（平成15年）に4車線化。
- 1991年（平成3年）
  - 4月26日：砂川SAに全国で2番目、北海道内で初のハイウェイオアシスが開設[23][24]。
  - 10月25日：室蘭IC - 登別室蘭IC間開通[25]。
- 1992年（平成4年）
  - 3月17日：千歳IC - 恵庭IC間上り線（苫小牧方向）で関係車両186台による多重事故が発生[26]。
  - 9月30日：札幌JCT開通により札樽自動車道（北海道横断自動車道）と接続[27]。
  - 10月27日：伊達IC - 室蘭IC間開通[28]。
- 1994年（平成6年）3月30日：虻田洞爺湖IC - 伊達IC間開通[29]。
- 1997年（平成9年）10月22日：長万部IC - 虻田洞爺湖IC間開通[30]。
- 1998年（平成10年）
  - 3月23日：苫小牧東ICで日高自動車道と接続。
  - 4月11日：深川JCT開通により深川留萌自動車道と接続[31]。
- 1999年（平成11年）
  - 10月7日：千歳恵庭JCT開通により道東自動車道（北海道横断自動車道）と接続。
  - 11月12日：札幌南IC（小樽・旭川方面からの出口）開通。
- 2000年（平成12年）
  - 3月29日：有珠山に噴火の恐れが高まったため、豊浦IC - 伊達IC間が通行止。
  - 7月13日：豊浦町内に虻田洞爺湖仮出入口完成。豊浦IC - 虻田洞爺湖仮出入口間の通行止解除。
  - 10月4日：旭川鷹栖IC - 和寒IC間開通[32]。
- 2001年（平成13年）
  - 2月9日：虻田洞爺湖IC - 伊達IC間の通行止解除。
  - 6月30日：虻田洞爺湖仮出入口 - 虻田洞爺湖IC間の通行止解除に伴い、虻田洞爺湖仮出入口を廃止[33]。
  - 9月10日：札幌南IC（小樽・旭川方面入口）開通[34]。
  - 10月17日：深川IC - 音江PA間の4車線化。
  - 11月19日：国縫IC - 長万部IC間開通[35]。
- 2003年（平成15年）
  - 9月30日：音江PA - 旭川鷹栖IC間の4車線化。
  - 10月4日 : 和寒IC - 士別剣淵IC間開通[36]。
- 2004年（平成16年）3月27日：比布JCT開通により旭川紋別自動車道と接続。
- 2006年（平成18年）
  - 2月3日：国土交通省が士別剣淵IC - 名寄IC（仮称）間について、士別剣淵ICから士別市多寄町までの区間を整備し、残り区間を当面着工しない区間とし、並行する国道40号を利用すると発表。
  - 2月7日：七飯IC（仮称） - 大沼公園IC（仮称）間が新直轄方式に変更。
  - 11月18日：八雲IC - 国縫IC間開通[37]。
- 2007年（平成19年）12月21日：虻田洞爺湖ICが国道230号の新ルートへの移転工事が完了。新ルートの供用開始と共に開業し、既存のICを廃止。
- 2009年（平成21年）
  - 8月3日：輪厚スマートICが供用開始[38]。
  - 10月10日：落部IC - 八雲IC間開通[39]。
  - 11月7日：黒松内JCT開通により黒松内新道（北海道横断自動車道）と接続[40]。
- 2010年（平成22年）
  - 2月2日：岩見沢IC - 士別剣淵IC間が高速道路無料化社会実験の対象区間に指定される[41]。
  - 6月28日：岩見沢IC - 士別剣淵IC間で高速道路無料化社会実験の運用が開始される[42]。
- 2011年（平成23年）
  - 6月19日：政府が3月11日に発生した東日本大震災の復興費用確保のため、岩見沢IC - 士別剣淵IC間で行っていた無料化社会実験を一旦終了させ、以降の社会実験を一時凍結[43]。これに伴い6月20日以降、この区間の通行料金が再び有料となる。
  - 11月26日：森IC - 落部IC間開通。
- 2012年（平成24年）11月10日：大沼公園IC - 森IC間開通[44][45]。
- 2013年（平成25年）8月3日：新千歳空港ICが供用開始[46][47]。
- 2014年（平成26年）5月28日：士別市多寄町から名寄ICまでの区間を事業凍結解除すると発表。
- 2015年（平成27年）8月8日：砂川SAスマートICが供用開始[48]。
- 2018年（平成30年）12月ごろ：IC番号を、札幌JCTを境として南北それぞれに1・2・…と増やす方式から、全区間での通し番号（南から北に向かって増加。当時の最南端である大沼公園ICは「6」、当時の最北端である士別剣淵ICは「48」）に変更[注 6]。
- 2019年（平成31年/令和元年）9月4日：国土交通省が道央道の暫定2車線区間のうち、八雲IC - 国縫IC間と伊達IC - 登別室蘭IC間と和寒IC - 士別剣淵IC間を10 - 15年後を目処に4車線化する優先整備区間に選定する方針を発表[51][52][53]。
- 2020年（令和2年）12月13日：苫小牧中央ICが供用開始[54]。

### 開通予定年度
- 未定 : 七飯IC - 大沼公園IC
- 未定 : 士別剣淵IC - 名寄IC

## 路線状況

### 車線・最高速度
| 区間                     | 車線          | 車線   | 車線   | 最高速度 | 備考  |
| 区間                     | 上下線        | 上り線 | 下り線 | 最高速度 | 備考  |
| ------------------------ | ------------- | ------ | ------ | -------- | ----- |
| 大沼公園IC - 大沼公園TB  | 4             | 2      | 2      | 70 km/h  |       |
| 大沼公園TB - 登別室蘭IC  | 2 (暫定2車線) | 1      | 1      | 70 km/h  | ※1 ※2 |
| 登別室蘭IC - 札幌南IC/TB | 4             | 2      | 2      | 100 km/h |       |
| 札幌南IC/TB - 札幌IC/TB  | 4             | 2      | 2      | 080 km/h |       |
| 札幌IC/TB - 深川IC       | 4             | 2      | 2      | 100 km/h |       |
| 深川IC - 旭川鷹栖IC      | 4             | 2      | 2      | 080 km/h |       |
| 旭川鷹栖IC - 士別剣淵IC  | 2 (暫定2車線) | 1      | 1      | 070 km/h | ※1 ※3 |

- ※1 : 一部、4車線や80 km/hの区間あり
- ※2 : 八雲IC - 国縫ICと伊達IC - 登別室蘭IC間は4車線化優先整備区間[51][52][53]
- ※3 : 和寒IC - 士別剣淵IC間は4車線化優先整備区間[51][52][53]

### 道路施設

#### サービスエリア・パーキングエリア
売店
全てのサービスエリア (SA) と輪厚パーキングエリア (PA)、野幌PAにある。それ以外のPAはすべてトイレと自動販売機のみとなっている。美沢PAでは、夏 - 秋限定で上り線のみ軽食等の販売が行われる。
ハイウェイオアシス
豊浦噴火湾PA・八雲PA・砂川SAに併設されている。
レストラン・フードコート
レストランとしての営業形態は当線SA・PAにはなし。フードコートは有珠山SA・岩見沢SA・砂川SAと輪厚PAにあり。
ガソリンスタンド
有珠山SA・砂川SA・輪厚PAの3カ所にある。輪厚PAのみ24時間営業。

#### 主なトンネルと橋
札幌JCT以南（札幌JCT - 七飯IC間）
| トンネル・橋梁名称 | 延長                        | 区間                        | 備考 |
| ------------------ | --------------------------- | --------------------------- | --- |
| 鷲ノ木遺跡トンネル | 85 m                        | 落部IC - 森IC               | 道路予定地の鷲ノ木遺跡より縄文時代後期前半（約4,000年前）の北海道内では最大規模の環状列石と竪穴墓域が発掘されたため、遺跡の保存のため「R&C工法」を用いたトンネル構造へ変更した |
| 森トンネル         | 431 m                       | 落部IC - 森IC               | |
| 八雲トンネル       | 569 m                       | 落部IC - 森IC               | |
| 金山トンネル       | 2,177 m                     | 豊浦IC - 黒松内JCT          | |
| 高岡トンネル       | 1,499 m                     | 豊浦噴火湾PA - 豊浦IC       | |
| 豊浦トンネル       | 1,495 m                     | 虻田洞爺湖IC - 豊浦噴火湾PA | |
| 東雲トンネル       | 600 m                       | 虻田洞爺湖IC - 豊浦噴火湾PA | |
| 清水トンネル       | 855 m                       | 虻田洞爺湖IC - 豊浦噴火湾PA | |
| 虻田トンネル       | 569 m                       | 虻田洞爺湖IC - 豊浦噴火湾PA | |
| 青葉トンネル       | 365 m                       | 虻田洞爺湖IC - 豊浦噴火湾PA | |
| 洞爺トンネル       | 1,070 m                     | 伊達IC - 虻田洞爺湖IC       | |
| 長流川橋           | 1,773 m                     | 伊達IC - 虻田洞爺湖IC       | 高速道路の橋の長さとしては日本一 |
| 神代トンネル       | 939 m                       | 登別室蘭IC - 室蘭IC         | |
| 天神トンネル       | 846 m                       | 登別室蘭IC - 室蘭IC         | |
| 鷲別トンネル       | 1,798 m                     | 登別室蘭IC - 室蘭IC         | |
| 幌別トンネル       | 上り線：470 m 下り線：490 m | 富浦PA - 登別室蘭IC         | |
| 虎杖浜トンネル     | 上り線：392 m 下り線：419 m | 萩野PA - 登別東IC           | |
| 白老トンネル       | 上り線：458 m 下り線：453 m | 樽前SA - 白老IC             | |
| ポロトトンネル     | 上り線：508 m 下り線：521 m | 樽前SA - 白老IC             | |
| 小糸魚川橋         | 81 m                        | 苫小牧東IC - 苫小牧西IC     | |
| 新有珠川橋         | 116 m                       | 苫小牧東IC - 苫小牧西IC     | |
| 苫小牧川橋         | 53 m                        | 苫小牧東IC - 苫小牧西IC     | |
| 高丘橋             | 81 m                        | 苫小牧東IC - 苫小牧西IC     | |
| 勇払川橋           | 146 m                       | 苫小牧東IC - 苫小牧西IC     | |
| ママチ川橋         | 336 m                       | 新千歳空港IC - 千歳IC       | |
| 千歳川橋           | 上り線：545 m 下り線：551 m | 千歳恵庭JCT - 千歳IC        | |

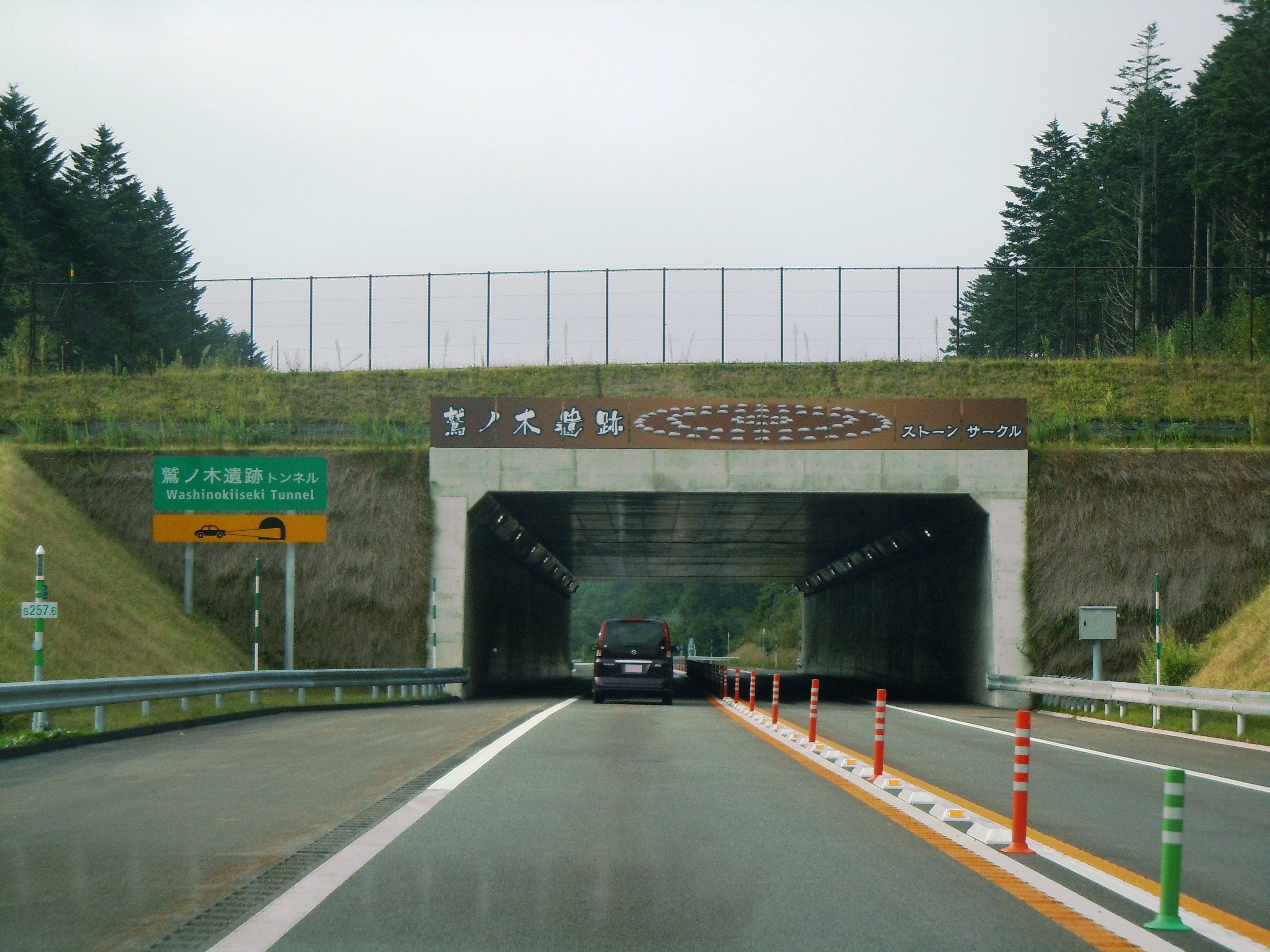
鷲ノ木遺跡トンネル（下り線）（2012年）

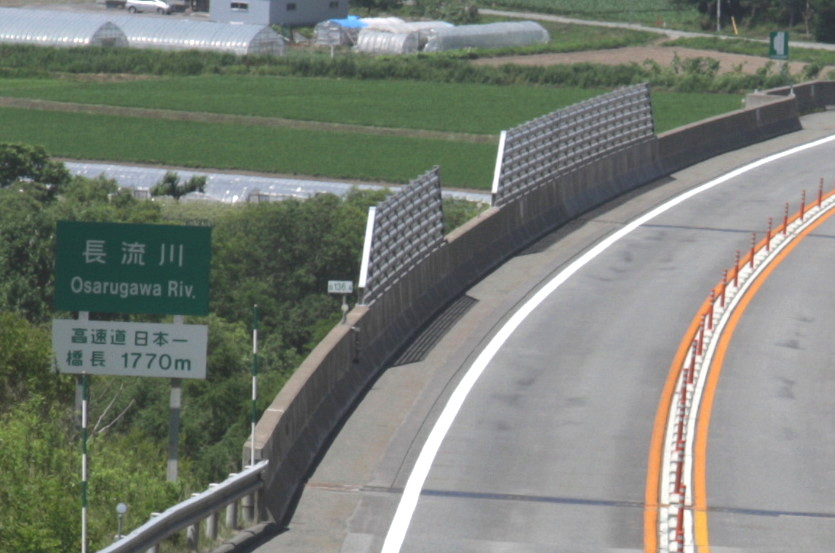
長流川橋の橋梁標識（上り線）（2012年7月）

※ 登別室蘭IC - 七飯IC間は対面通行（暫定2車線）
札幌JCT以北（札幌JCT - 名寄IC間）
| トンネル・橋梁名称 | 延長                            | 区間                | 備考 |
| ------------------ | ------------------------------- | ------------------- | ---- |
| 光珠内トンネル     | 上り線＋下り線：250 m           | 三笠IC - 美唄IC     |      |
| 美唄トンネル       | 上り線：1,018 m 下り線：1,001 m | 三笠IC - 美唄IC     |      |
| 石狩川橋           | 543 m                           | 音江PA - 旭川鷹栖IC |      |
| 常盤トンネル       | 上り線：1,843 m 下り線：1,779 m | 音江PA - 旭川鷹栖IC |      |
| 江丹別トンネル     | 上り線：1,896 m 下り線：1,962 m | 音江PA - 旭川鷹栖IC |      |
| 嵐山トンネル       | 上り線：1,434 m 下り線：1,416 m | 音江PA - 旭川鷹栖IC |      |

※ 旭川鷹栖IC - 名寄IC間は対面通行（暫定2車線）

### トンネルの数
| 区間                        | 上り線 | 下り線 | 備考 |
| --------------------------- | ------ | ------ | ---- |
| 大沼公園IC - 森IC           | 0      | 0      | ※    |
| 森IC - 落部IC               | 3      | 3      | ※    |
| 落部IC - 黒松内JCT          | 0      | 0      | ※    |
| 黒松内JCT - 豊浦IC          | 1      | 1      | ※    |
| 豊浦IC - 豊浦噴火湾PA       | 1      | 1      | ※    |
| 豊浦噴火湾PA - 虻田洞爺湖IC | 5      | 5      | ※    |
| 虻田洞爺湖IC - 伊達IC       | 1      | 1      | ※    |
| 伊達IC - 本輪西展望所       | 0      | 0      | ※    |
| 本輪西展望所 - 登別室蘭IC   | 3      | 3      | ※    |
| 登別室蘭IC - 富浦PA         | 1      | 1      |      |
| 富浦PA - 登別東IC           | 0      | 0      |      |
| 登別東IC - 萩野PA           | 1      | 1      |      |
| 萩野PA - 白老IC             | 0      | 0      |      |
| 白老IC - 樽前SA             | 2      | 2      |      |
| 樽前SA - 三笠IC             | 0      | 0      |      |
| 三笠IC - 美唄IC             | 2      | 2      |      |
| 美唄IC - 音江PA             | 0      | 0      |      |
| 音江PA - 旭川鷹栖IC         | 3      | 3      |      |
| 旭川鷹栖IC - 士別剣淵IC     | 0      | 0      | ※    |
| 合計                        | 23     | 23     |      |

※大沼公園IC - 登別室蘭IC間と旭川鷹栖IC - 士別剣淵IC間のトンネルは暫定2車線の対面通行であるため、上下線合わせて1本となる。

### 道路管理者
- NEXCO東日本 北海道支社
  - 室蘭管理事務所：大沼公園IC - 登別室蘭IC
  - 北広島管理事務所：登別室蘭IC - 札幌南IC
  - 札幌管理事務所：札幌南IC - 美唄IC
  - 旭川管理事務所：美唄IC - 士別剣淵IC

#### ハイウェイラジオ
- 長万部（静狩PA - 黒松内JCT）
- 室蘭（本輪西PA - 登別室蘭IC）
- 白老（白老IC - 樽前SA）
- 恵庭（恵庭IC - 輪厚PA）
- 野幌（江別西IC - 江別東IC）

### 交通量
24時間交通量（台）　道路交通センサス
| 区間                      | 平成17年（2005年）度 | 平成22年（2010年）度 | 平成27年（2015年）度 | 令和3（2021）年度 |
| ------------------------- | -------------------- | -------------------- | -------------------- | ----------------- |
| 七飯藤城IC - 大沼公園IC間 | 未開通               | 未開通               | 未開通               | 未開通            |
| 大沼公園IC - 森IC         | 調査当時未開通       | 調査当時未開通       | 03,515               | 02,453            |
| 森IC - 落部IC             | 調査当時未開通       | 調査当時未開通       | 03,812               | 02,665            |
| 落部IC - 八雲IC           | 調査当時未開通       | 02,478               | 03,864               | 02,740            |
| 八雲IC - 国縫IC           | 調査当時未開通       | 02,925               | 04,012               | 02,781            |
| 国縫IC - 長万部IC         | 02,120               | 03,073               | 04,100               | 02,792            |
| 長万部IC - 黒松内JCT      | 02,432               | 03,133               | 04,079               | 02,741            |
| 黒松内JCT - 豊浦IC        | 02,432               | 02,317               | 03,908               | 02,654            |
| 豊浦IC - 虻田洞爺湖IC     | 02,263               | 02,076               | 03,730               | 02,503            |
| 虻田洞爺湖IC - 伊達IC     | 02,712               | 02,452               | 04,190               | 02,923            |
| 伊達IC - 室蘭IC           | 04,365               | 04,024               | 05,867               | 04,114            |
| 室蘭IC - 登別室蘭IC       | 04,937               | 05,540               | 06,243               | 04,492            |
| 登別室蘭IC - 登別東IC     | 07,283               | 08,291               | 09,269               | 06,827            |
| 登別東IC - 白老IC         | 08,039               | 08,995               | 10,062               | 07,351            |
| 白老IC - 苫小牧西IC       | 08,633               | 09,858               | 10,904               | 08,236            |
| 苫小牧西IC - 苫小牧中央IC | 09,196               | 10,608               | 11,584               | 09,358            |
| 苫小牧中央IC - 苫小牧東IC | 09,196               | 10,608               | 11,584               | 11,312            |
| 苫小牧東IC - 新千歳空港IC | 16,814               | 19,234               | 21,360               | 18,569            |
| 新千歳空港IC - 千歳IC     | 16,814               | 19,234               | 22,620               | 19,267            |
| 千歳IC - 千歳恵庭JCT      | 26,424               | 29,955               | 32,835               | 25,267            |
| 千歳恵庭JCT - 恵庭IC      | 28,261               | 33,235               | 36,276               | 28,289            |
| 恵庭IC - 輪厚PASIC        | 32,526               | 36,548               | 40,091               | 32,093            |
| 輪厚PASIC - 北広島IC      | 32,526               | 37,217               | 41,041               | 32,919            |
| 北広島IC - 札幌南IC       | 29,304               | 34,310               | 37,945               | 31,247            |
| 札幌南IC - 大谷地IC       | 28,864               | 36,006               | 38,958               | 30,973            |
| 大谷地IC - 北郷IC         | 38,652               | 48,200               | 51,690               | 41,927            |
| 北郷IC - 札幌JCT          | 35,277               | 40,973               | 46,258               | 36,400            |
| 札幌JCT - 札幌IC          | 14,057               | 09,411               | 42,269               | 31,720            |
| 札幌IC - 江別西IC         | 19,410               | 21,799               | 20,769               | 17,377            |
| 江別西IC - 江別東IC       | 16,648               | 19,266               | 17,987               | 14,844            |
| 江別東IC - 岩見沢IC       | 16,014               | 18,786               | 17,662               | 14,578            |
| 岩見沢IC - 三笠IC         | 13,413               | 22,917               | 15,111               | 12,389            |
| 三笠IC - 美唄IC           | 12,749               | 23,978               | 14,490               | 11,839            |
| 美唄IC - 奈井江砂川IC     | 11,995               | 22,665               | 13,683               | 11,045            |
| 奈井江砂川IC - 砂川SASIC  | 10,975               | 21,224               | 12,620               | 10,315            |
| 砂川SASIC - 滝川IC        | 10,975               | 21,224               | 12,549               | 10,189            |
| 滝川IC - 深川JCT          | 09,636               | 19,658               | 11,267               | 09,266            |
| 深川JCT - 深川IC          | 08,664               | 17,998               | 10,052               | 08,264            |
| 深川IC - 旭川鷹栖IC       | 07,744               | 17,115               | 09,368               | 07,713            |
| 旭川鷹栖IC - 旭川北IC     | 04,141               | 10,485               | 05,039               | 04,578            |
| 旭川北IC - 比布JCT        | 04,350               | 13,695               | 05,370               | 04,760            |
| 比布JCT - 和寒IC          | 02,412               | 08,940               | 03,000               | 02,660            |
| 和寒IC - 士別剣淵IC       | 02,123               | 07,577               | 02,732               | 02,378            |
| 士別剣淵IC - 名寄IC間     | 未開通               | 未開通               | 未開通               | 未開通            |

（出典：「平成22年度道路交通センサス」・「平成27年度全国道路・街路交通情勢調査」・「令和3年度全国道路・街路交通情勢調査」（国土交通省ホームページ）より一部データを抜粋して作成）
- 2010年度（平成22年）調査期間中において岩見沢IC - 士別剣淵IC間では、高速道路無料化社会実験が行われていた。
- 2020年度（令和2年度）に実施予定だった交通量調査は、新型コロナウイルスの影響で延期された[57]。
- 虻田洞爺湖ICは有珠山の噴火復興事業に伴い、2007年度（平成19年度）に位置が変わっている。

#### その他
- 日平均交通量（2003年度JH年報より）
  - 国縫IC - 札幌南IC（区間平均）：9,354台（前年度比95.5%）
  - 札幌南IC - 札幌IC（総交通量）：26,261台（99.9 %）
  - 札幌IC - 和寒IC（区間平均）：9,939台（97.8 %）
  - 最大：恵庭IC - 北広島IC 30,760台（97.1 %）
  - 最小：旭川北IC - 和寒IC 1,567台（102.6 %）
- 料金収入
  - 年間：352億2665万2000円（98.0 %）
  - 日平均：9651万1000円

### 料金
大沼公園IC - 札幌南IC間、札幌JCT - 士別剣淵IC間がそれぞれ対距離制、札幌南IC - 札幌JCT - 札樽道札幌西IC間は均一料金区間となっている。

#### 高速道路無料化社会実験
2010年（平成22年）6月28日より一部区間の無料化社会実験が実施されたが、2011年（平成23年）3月11日に発生した東日本大震災の復興費用確保のため、同年6月19日をもって凍結された。制度の詳細や経緯は高速道路無料化を参照。

##### 全車種を対象とした終日無料化社会実験
2010年（平成22年）6月28日より実施され、2012年（平成24年）3月まで継続実施されることが公表されていたが、東日本大震災の復興費用確保のため2011年（平成23年）6月19日をもって凍結された。
区間岩見沢IC - 士別剣淵IC
時間と対象終日、全車種（ETC搭載車、非搭載車ともに対象）

##### 中型車以上を対象とした夜間無料化社会実験
2011年（平成23年）6月頃から2011年（平成23年）12月まで実施されることが公表されていたが、東日本大震災の復興費用確保のため実施されることなく凍結された。
予定されていた区間千歳恵庭JCT - 落部IC
時間と対象22時 - 翌日6時、ETCを搭載した中型車・大型車・特大車

### 新直轄方式
本道路に接続する北海道縦貫自動車道の以下の2区間については、新直轄方式により国土交通省北海道開発局が整備を進めている。
- 七飯IC - 大沼公園IC
- 士別剣淵IC - 名寄IC

士別剣淵IC - 名寄IC間については、2003年（平成15年）12月25日の第1回国土開発幹線自動車道建設会議（国幹会議）にて新直轄方式に切り替えられ、2006年（平成18年）2月7日の第2回国幹会議で、士別剣淵IC - 士別市多寄町間を「緊急に整備すべき区間」、残りの区間を「当面着工しない区間」とし、当面は並行する国道40号を利用することとされた。また、同日、大沼公園IC - 七飯IC間についても新直轄方式に切り替えられた。
2014年（平成26年）5月28日の北海道開発局事業審議委員会にて、士別市多寄町 - 名寄IC間の凍結を解除する方針が示され、妥当と判断された。

## 地理

### 通過する自治体
- 北海道
  - 渡島総合振興局管内
    - 茅部郡森町 - 二海郡八雲町 - 山越郡長万部町 -

  - 後志総合振興局管内
    - 寿都郡黒松内町 -

  - 胆振総合振興局管内
    - 虻田郡豊浦町 - 虻田郡洞爺湖町 - 伊達市 - 室蘭市 - 登別市 - 白老郡白老町 - 苫小牧市 -

  - 石狩振興局管内
    - 千歳市 - 恵庭市 - 北広島市 - 札幌市清田区 - 札幌市厚別区 - 札幌市白石区 - 江別市

  - 空知総合振興局管内
    - 岩見沢市 - 三笠市 - 美唄市 - 空知郡奈井江町 - 砂川市 - 滝川市 - 深川市 -

  - 上川総合振興局 管内
    - 上川郡鷹栖町 - 旭川市 - 上川郡比布町 - 上川郡和寒町 - 上川郡剣淵町 - 士別市

### 接続する高速道路
- E5A 黒松内新道（黒松内JCTで接続）
- E63 日高自動車道（苫小牧東ICで接続）
- E38 道東自動車道（千歳恵庭JCTで接続）
- E5A 札樽自動車道（札幌JCTで接続）
- E62 深川留萌自動車道（深川JCTで接続）
- E39 旭川紋別自動車道（比布JCTで接続）

## 参考
道央自動車道のうち、千歳IC - 虻田洞爺湖IC間に設置の、日本語で表記されている対面通行や車間距離等の注意喚起標識の下部に英文の補助標識が追加されている物があるが、これは2008年（平成20年）7月7日から7月9日まで行われた北海道洞爺湖サミットに合わせ、新千歳空港 - 洞爺湖町間を移動する各国首脳陣関係車両等、海外からのドライバーへの利便性を考え、開催直前に追加された物である。

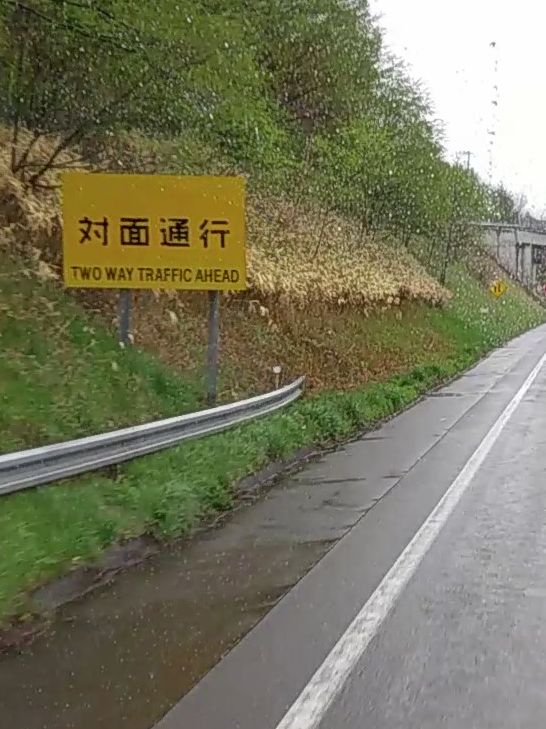
下部に英文の補助標識が取り付けられた「対面通行」標識。北海道洞爺湖サミットの直前に取り付けられた。
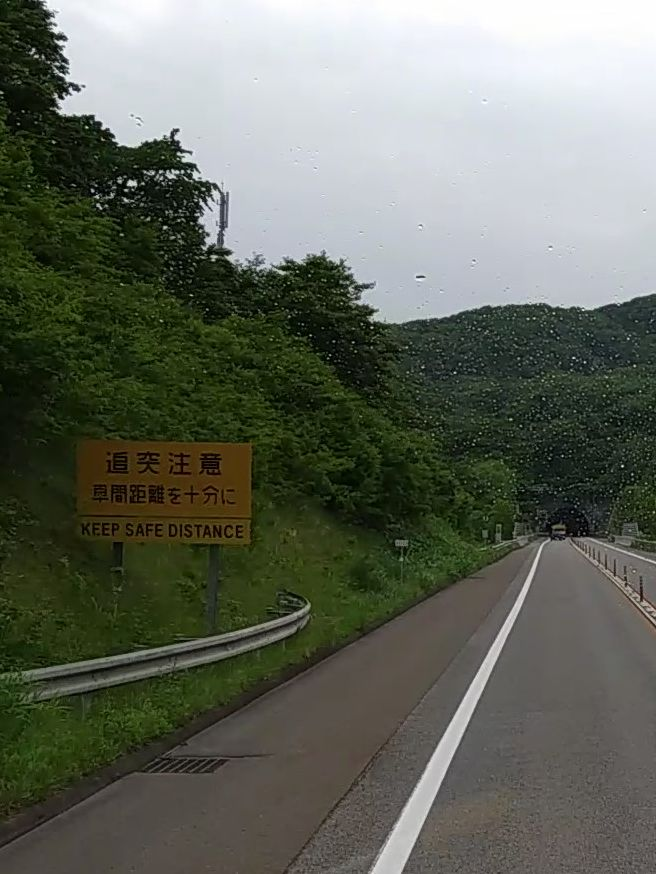
下部に英文の補助標識が取り付けられた「追突注意 車間距離を十分に」標識、洞爺湖サミットの直前に取り付けられた。

2012年（平成24年）11月10日に森IC - 大沼公園IC間が開通した際、道央自動車道の暫定2車線区間として初めて中央線にワイヤロープ式の防護柵が導入された。これはかねてより国立研究開発法人土木研究所寒地土木研究所において、スウェーデンで採用されている同様の防護柵を参考に研究が積み重ねられ、全国の高速道路で試験的に導入された物の一つであるが、2016年（平成28年）10月5日に八雲IC - 国縫IC間で大型車同士の正面衝突死亡事故が発生した事なども受けて、設置区間が落部IC - 国縫IC（14.4 km）・黒松内JCT - 豊浦IC（6.6 km）に、技術的に設置困難な橋梁・トンネル部分を除いて増設された。その後、全国的に中央線ワイヤロープ防護柵の車両逸脱事故防止効果の高さが実証された事から、2018年（平成30年）6月15日に国土交通省が、全国の暫定対面2車線区間の高速道路全路線部分について中央線ワイヤロープ防護柵の設置を発表し、そのうち道央自動車道部分については登別室蘭IC - 大沼公園IC・旭川鷹栖IC - 士別剣淵ICでの設置が予定されている。

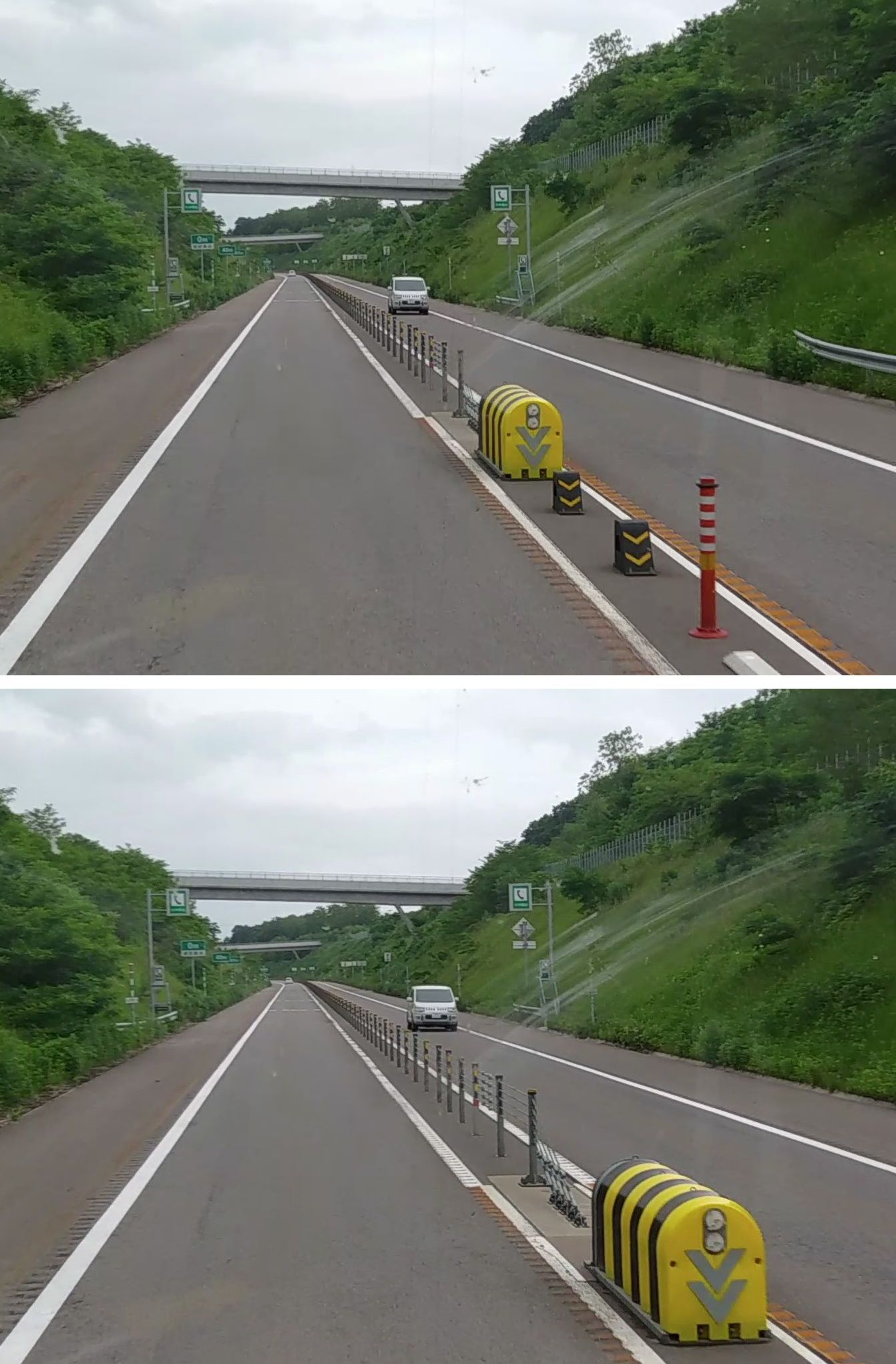
中央線ワイヤロープ式防護柵・末端（森IC - 大沼公園IC間に初めて設置されたもの、森IC側から、2枚合成）
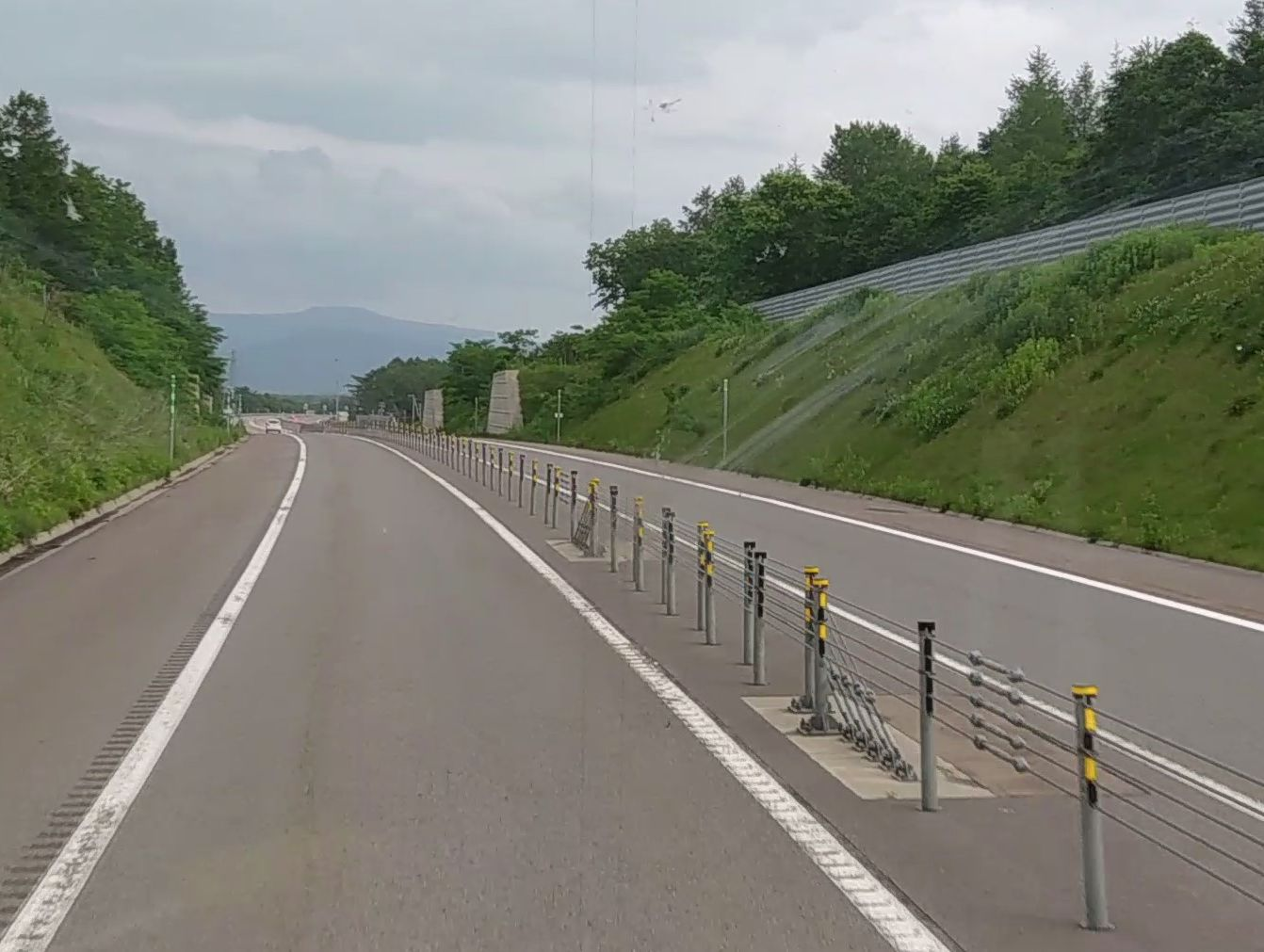
中央線ワイヤロープ式防護柵の接合部（森IC - 大沼公園IC間に初めて設置されたもの、森IC側から）
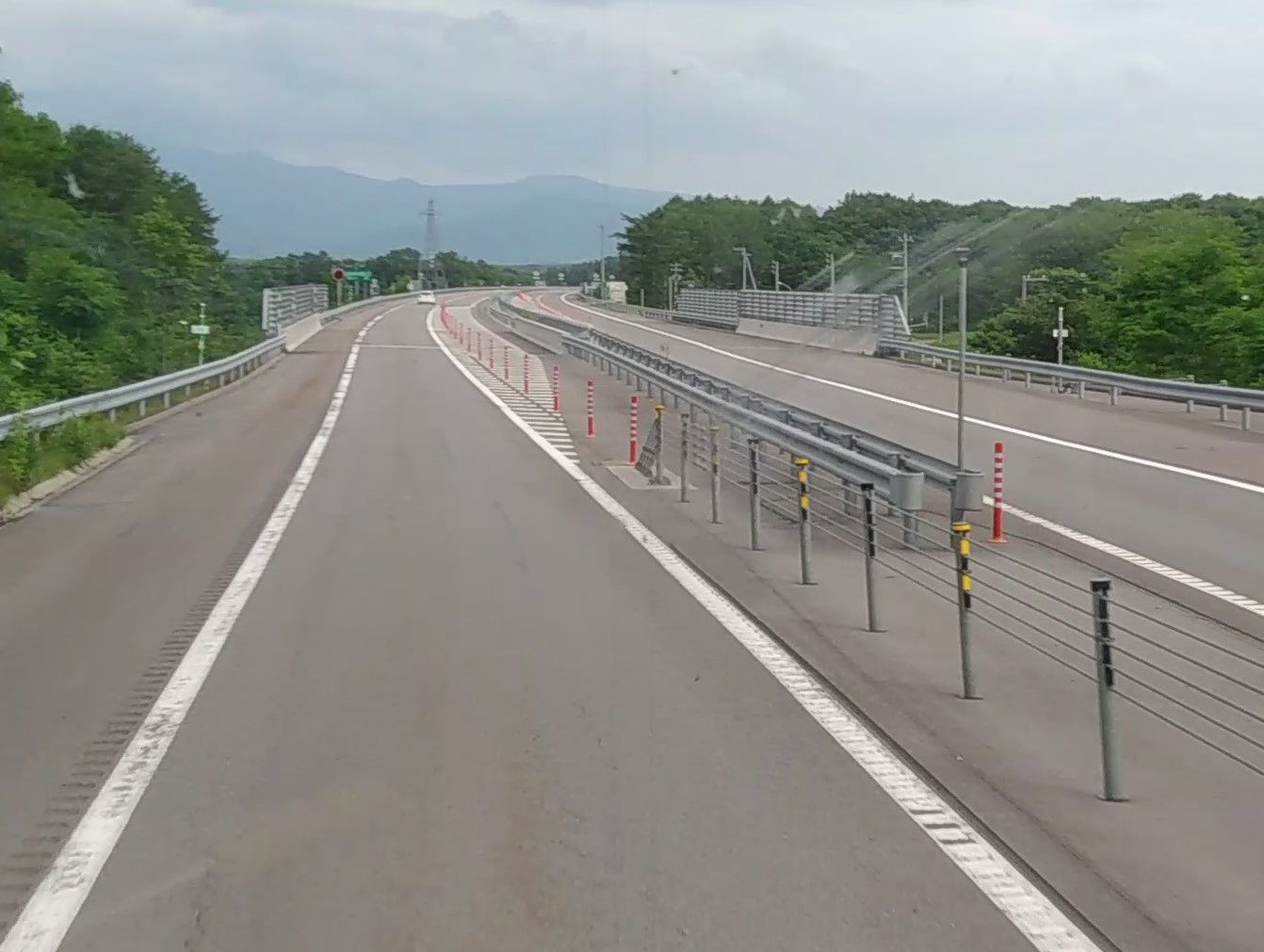
中央線ワイヤロープ式防護柵・末端と中央分離帯ガードレールの接合部（森IC - 大沼公園IC間に初めて設置されたもの、森IC側から）

### 注
1. 1 2  高速自動車国道（北海道縦貫自動車道）に並行する一般国道の自動車専用道路。
2. ↑  高速自動車国道（北海道横断自動車道根室線及び同網走線）に並行する一般国道の自動車専用道路。
3. 1 2 3  国土交通大臣指定に基づく高規格幹線道路（一般国道の自動車専用道路）。
4. 1 2  国土開発幹線自動車道及び高速自動車国道である北海道横断自動車道根室線及び同網走線の一部区間。
5. 1 2 3  北海道には旧・石狩国の上川郡（鷹栖町・比布町が属する）、旧・天塩国の上川郡（和寒町・剣淵町が属する）、旧・十勝国の上川郡の3種類の上川郡が存在する。これらは境界を接しているが由来が異なり、全く同名の別の郡である。
6. ↑  「ハイウェイウォーカー」北海道版2018年11月号においては従来の方式で記載されている[49]のに対し、同2018年12月号においては新しい方式で記載されている[50]